# Vang, Innlandet
Vang (eller Grindaheim) är en kyrkby som utgör centralort och enda tätort i Vangs kommun i Innlandet fylke i Norge. Orten ligger vid Europaväg 16, på södra sidan av sjön Vangsmjøse. Här finns Vangs kyrka.

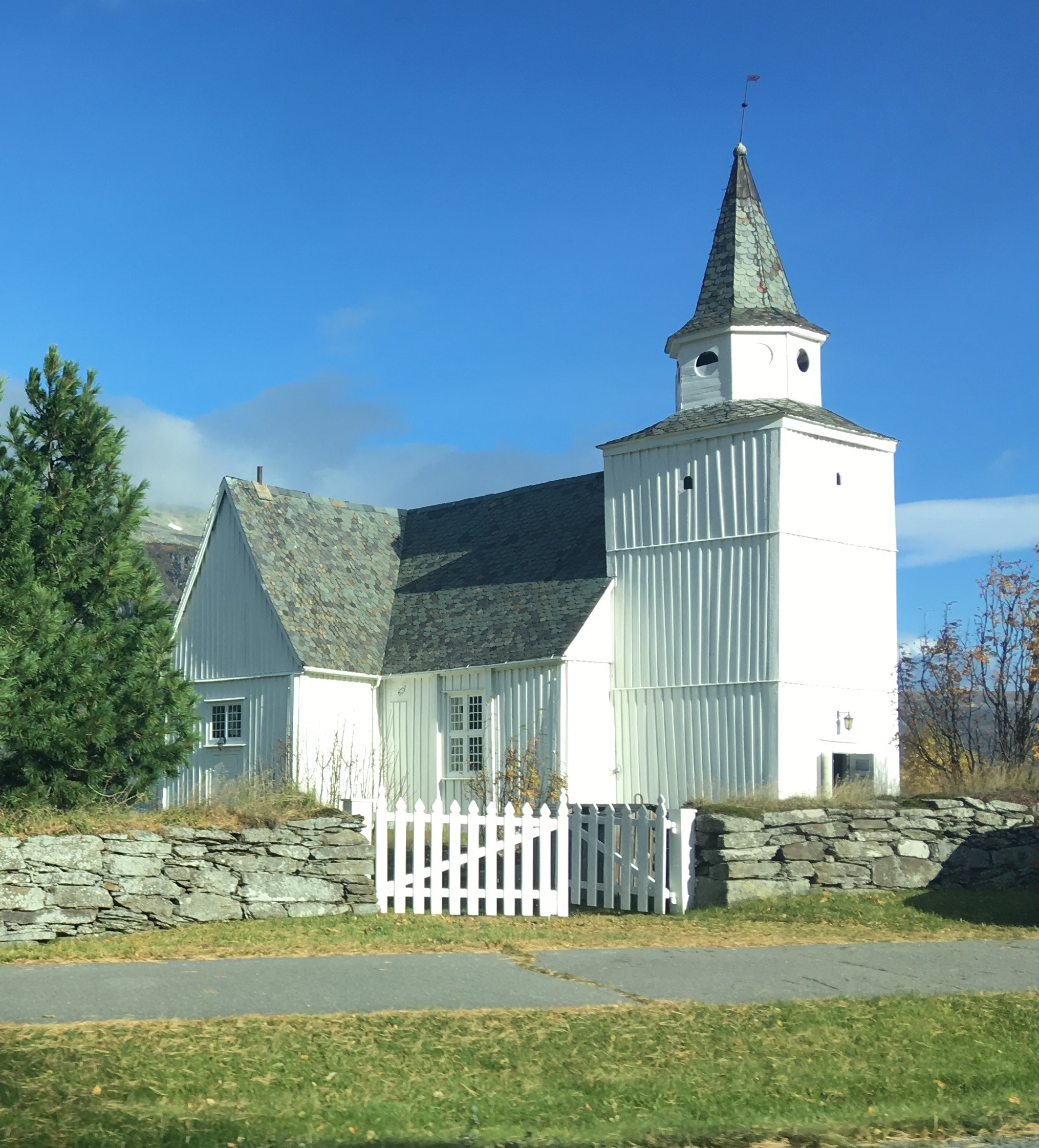
Vangs kyrka.